# Фергусон (Кентаки)
Фергусон (енгл. Ferguson) град је у америчкој савезној држави Кентаки.

## Демографија
По попису из 2010. године број становника је 924, што је 43 (4,9%) становника више него 2000. године.
| Група             | 2000.       | 2010.       |
| Белци             | 858 (97,4%) | 880 (95,2%) |
| Афроамериканци    | 9 (1,0%)    | 7 (0,8%)    |
| Азијати           | 4 (0,5%)    | 8 (0,9%)    |
| Хиспаноамериканци | 2 (0,2%)    | 14 (1,5%)   |
| Укупно            | 881         | 924         |